# Dietrich Kagelwit
Dietrich Kagelwit, Dietrich von Kugelweit, ou Dietrich von Portitz (né vers 1300 à Stendal; † 17 décembre 1367 à Magdebourg), prêtre cistercien et conseiller du roi Charles IV de Bohême, fut évêque de Minden puis archevêque de Magdebourg.

## Biographie

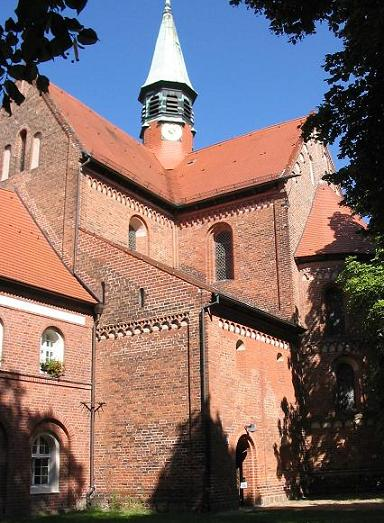
Le monastère de Lehnin

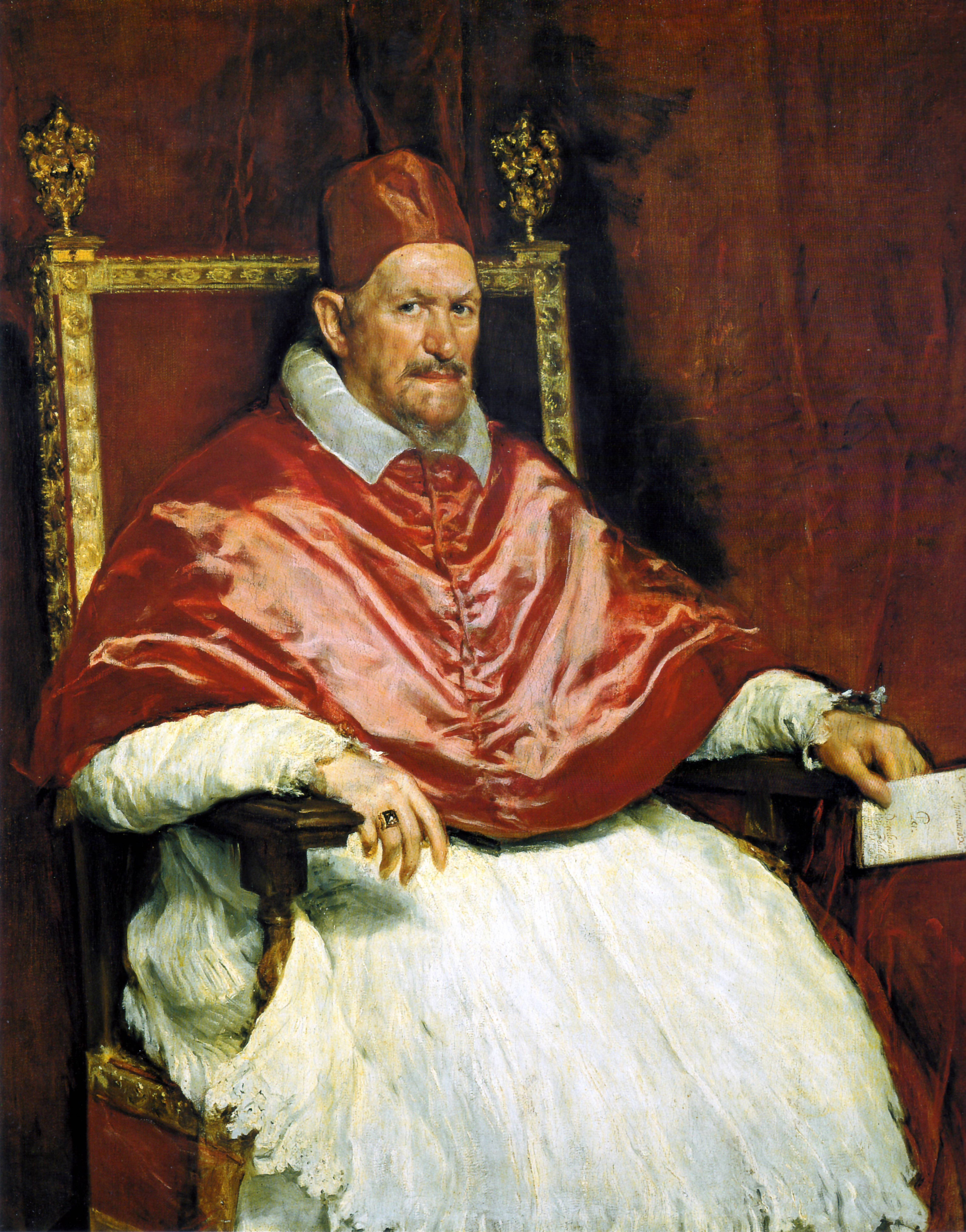
Le pape Innocent X (portrait de Diego Velazquez)

Dietrich Kagelwit fut successivement évêque de Brandebourg (de 1346 à 1347), d’Olmütz (de 1347 à 1351), du Schleswig (de) (de 1351 à 1353), évêque de Minden (de 1353 à 1361) avant d'être consacré archevêque de Magdebourg en 1361.
Dietrich, issu de la lignée des von Portitz, aristocrates de la Vieille-Marche de Brandebourg, était le fils d'un maître-drapier de Stendal. Après avoir été éduqué au séminaire cathédral de Stendal, il entra chez les cisterciens et prononça ses vœux au monastère de Lehnin. À l'époque, ce monastère traversait de grandes difficultés financières, que la fortune de Dietrich permit de dissiper. Son habileté le signala à l’attention de l'évêque Louis de Brandebourg (de), qui l’appointa en 1329 protonotaire avant de le promouvoir official et précepteur princier.
À la mort de l'évêque Louis, Dietrich concourut sans succès pour la chaire vacante d'évêque de Brandebourg. Il rejoignit alors la cour de Charles de Bohême, qui l'accueillit à bras ouverts. Dès 1353 la faveur princière lui valut le diocèse de Minden (de), auquel il ne put toutefois consacrer beaucoup de temps, car la charge de courtisan l'occupait entièrement : le roi lui avait en effet confié la gestion des finances du royaume de Bohême. En récompense des services rendus, le monarque le nomma bailli de Vyšehrad et haut-chancelier du royaume ; il bénéficia en outre de la jouissance à vie du fief et du château de Parkstein. Le roi lui confiait également des missions diplomatiques : ayant favorablement impressionné le pape Innocent VI lors de son ambassade préliminaire, il était présent lors du sacre impérial de Charles en 1355.

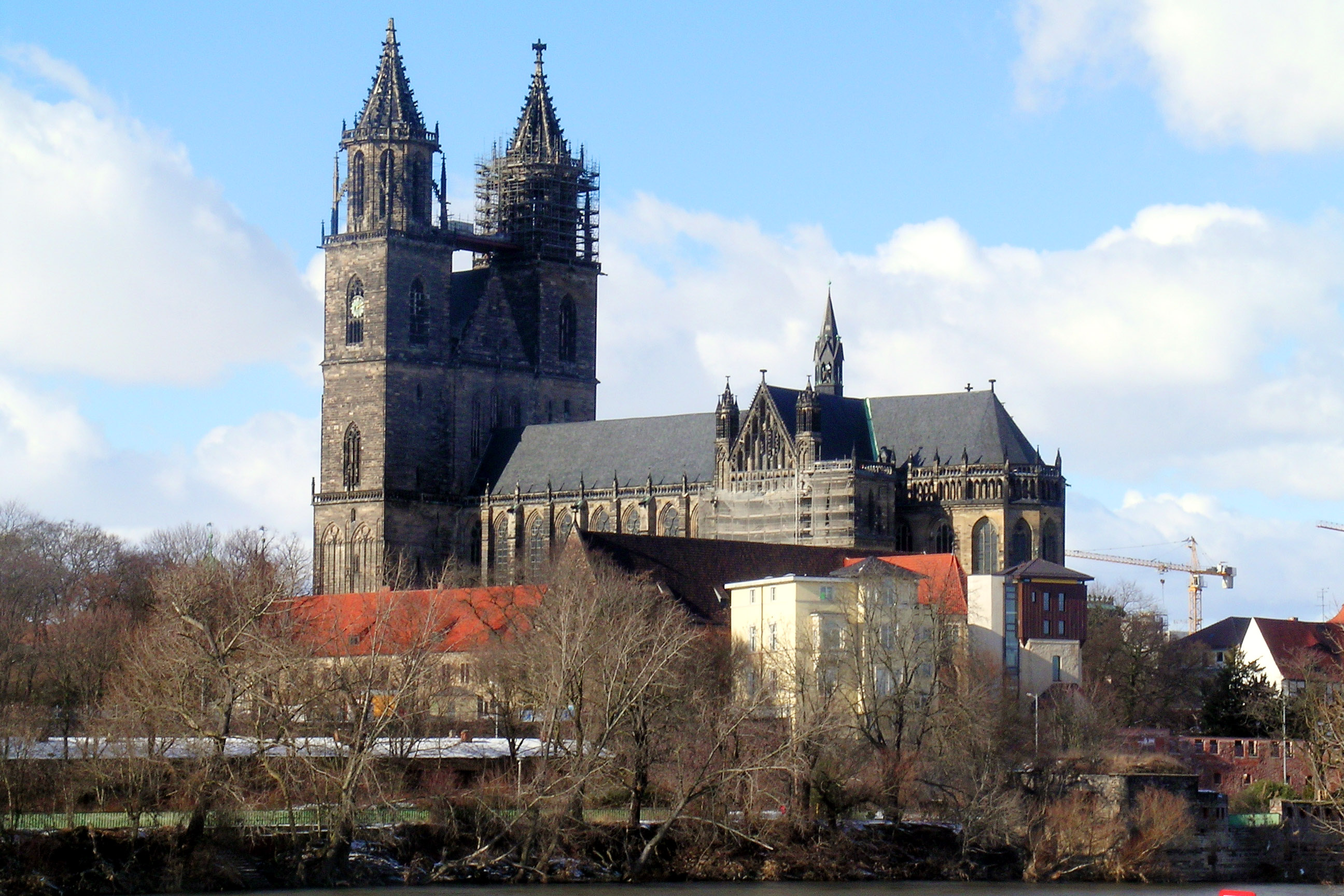
La cathédrale de Magdebourg.

En 1361, contre l'avis de plusieurs prélats, le pape le consacra archevêque de Magdebourg à la demande de l'empereur. C'est ainsi que le 16 novembre de cette même année, il fit son entrée en grande pompe dans la ville et reçut l'hommage du pays. Là encore, le monarque attendait surtout de lui qu'il redresse les finances délabrées du diocèse. Il racheta plusieurs domaines, villes et châteaux qui avaient été pillés et mena à terme la construction de la cathédrale de Magdebourg. Le 13 octobre 1363, il fut intronisé à Beisein en présence de plusieurs hauts dignitaires de l'Église.
Les rapines et faides, fléau de l'époque, furent régulièrement réprimées par l'archevêque, qui en 1362 finit par conclure avec les seigneurs et nobles voisins un pacte faisant obligation aux parties de combattre quiconque enfreindrait la paix. A début de sa dernière année, en 1367, Dietrich mena contre l’évêque de Hildesheim, qui s'était rendu coupable de brigandage dans les environs, une campagne infructueuse. Dietrich s'était allié avec le duc Magnus de Brunswick et ensemble ils menèrent leurs troupes jusque sous les remparts de Hildesheim. Mais une contre-attaque de l’évêque de Hildesheim les prit de court ; contraints de livrer la bataille de Dinklar (de), ils furent complètement défaits : un grand nombre de chevaliers et de barons tombèrent aux mains du vainqueur et durent payer rançon pour recouvrer la liberté. Sur cet échec, l'archevêque Dietrich mourut le 17 décembre 1367.

## Hommages
Le sculpteur Ludwig Cauer a réalisé pour la Siegesallee de Berlin un buste en marbre de Kagelwits  (groupe 13) placé auprès de l'effigie de l'empereur Charles IV.
L'écrivain Willibald Alexis, dans son roman Der Werwolf, rapporte la légende de Dietrich Kagelwit et des oreilles de cochon selon laquelle Kagelwit, alors moine de l'abbaye de Lehnin en Brandebourg, aurait régalé le roi Charles IV, de passage au monastère, d'une soupe préparée à partir de ce genre d'abats (cf. abbaye de Lehnin).